# Wereldkampioenschappen zwemmen 2023 – 4×200 meter vrije slag mannen
De 4x200 meter vrije slag mannen op de wereldkampioenschappen zwemmen 2023 in Fukuoka vond plaats op 28 juli 2023. Na afloop van de series kwalificeerden de acht snelste ploegen zich voor de finale.

## Records
Voorafgaand aan het toernooi waren dit het wereldrecord en het kampioenschapsrecord
| Wereldrecord         | Verenigde Staten Michael Phelps Ricky Berens David Walters Ryan Lochte | 6.58,55 | Rome | 31 juli 2009 |
| Kampioenschapsrecord | Verenigde Staten Michael Phelps Ricky Berens David Walters Ryan Lochte | 6.58,55 | Rome | 31 juli 2009 |

## Uitslagen

### Series
| Rang | Serie | Baan | Land                | Namen | Tijd    | Bijz. |
| ---- | ----- | ---- | ------------------- | --- | ------- | ----- |
| 1    | 1     | 4    | Australië           | Flynn Southam (1.47,85) Elijah Winnington (1.46,27) Kai Taylor (1.44,56) Thomas Neill (1.45,69)                                 | 7.04,37 | Q     |
| 2    | 2     | 4    | Verenigde Staten    | Drew Kibler (1.46,44) Baylor Nelson (1.47,13) Henry McFadden (1.46,39) Jake Mitchell (1.46,11)                                  | 7.06,07 | Q     |
| 3    | 1     | 3    | Italië              | Marco De Tullio (1.47,77) Matteo Ciampi (1.46,89) Filippo Megli (1.45,62) Stefano Di Cola (1.45,84)                             | 7.06,12 | Q     |
| 4    | 2     | 5    | Verenigd Koninkrijk | Joe Litchfield (1.47,14) Duncan Scott (1.46,21) Tom Dean (1.46,85) Matthew Richards (1.46,00)                                   | 7.06,20 | Q     |
| 5    | 1     | 6    | Frankrijk           | Hadrien Salvan (1.47,03) Wissam-Amazigh Yebba (1.45,70) Roman Fuchs (1.47,09) Enzo Tesic (1.46,58)                              | 7.06,40 | Q     |
| 6    | 2     | 6    | Zuid-Korea          | Hwang Sun-woo (1.47,29) Kim Woo-min (1.46,02) Yang Jae-hoon (1.47,31) Lee Ho-joon (1:46.20)                                     | 7.06,82 | Q, NR |
| 7    | 2     | 1    | Duitsland           | Lukas Martens (1:45.60) Rafael Miroslaw (1:46.74) Josha Salchow (1:47.39) Timo Sorgius (1:47.77)                                | 7:07.50 | Q     |
| 8    | 1     | 5    | Brazilië            | Luiz Altamir Melo (1.47,73) Fernando Scheffer (1.47,12) Murilo Sartori (1.46,57) Guilherme Costa (1.46,32)                      | 7.07,74 | Q     |
| 9    | 2     | 8    | Japan               | Hidenari Mano (1.47,25) Katsuhiro Matsumoto (1.45,60) Taikan Tanaka (1.48,23) Fuyu Yoshida (1.47,62)                            | 7.08,70 |       |
| 10   | 2     | 7    | Israël              | Denis Loktev (1.47,38) Tomer Frankel (1.48,39) Daniel Namir (1.47,19) Gal Cohen Groumi (1.46,82)                                | 7.09,78 |       |
| 11   | 1     | 2    | China               | Ji Xinjie (1.47,29) Hong Jinquan (1.47,69) Zhang Ziyang (1.48,46) Wang Haoyu (1.46,44)                                          | 7.09,99 |       |
| 12   | 1     | 7    | Canada              | Ruslan Gaziev (1.47,73) Patrick Hussey (1.48,33) Finlay Knox (1.47,57) Javier Acevedo (1.47,04)                                 | 7.10,67 |       |
| 13   | 1     | 8    | Spanje              | Cesar Castro (1.47,35) Luis Dominguez (1.46,97) Sergio Montalban (1.47,74) Carlos Roldan (1.48,79)                              | 7.10,85 | NR    |
| 14   | 2     | 2    | Zwitserland         | Antonio Djakovic (1.46,37) Roman Mityukov (1.48,53) Noè Ponti (1.46,79) Nils Liess (1.49,18)                                    | 7.10,87 |       |
| 15   | 2     | 3    | Hongarije           | Nándor Németh (1.47,98) Richárd Márton (1.48,63) Balázs Holló (1.47,18) Kristóf Rasovszky (1.47,78)                             | 7.11,57 |       |
| 16   | 2     | 0    | Thailand            | Dulyawat Kaewsriyong (1.53,44) Tonnam Kanteemool (1.53,40) Ratthawit Thammananthachote (1.54,80) Navaphat Wongcharoen (1.57,64) | 7.39,28 |       |
| 17   | 1     | 1    | Vietnam             | Do Ngoc Vinh (1.53,65) Nguyễn Hữu Kim Sơn (1.55,04) Mai Tran Tuan Anh (1.57,64) Nguyen Quang Thuan (1.58,00)                    | 7.44,33 |       |

### Finale
| Rang   | Baan | Land                | Namen | Tijd    | Bijz. |
| ------ | ---- | ------------------- | --- | ------- | ----- |
| Goud   | 6    | Verenigd Koninkrijk | Duncan Scott (1.45,42) Matthew Richards (1.44,65) James Guy (1.45,17) Tom Dean (1.43,84)                   | 6.59,08 |       |
| Zilver | 5    | Verenigde Staten    | Luke Hobson (1.46,00) Carson Foster (1.44,49) Jake Mitchell (1.45,06) Kieran Smith (1.44,47)               | 7.00,02 |       |
| Brons  | 4    | Australië           | Kai Taylor (1.45,79) Kyle Chalmers (1.45,19) Alexander Graham (1.45,55) Thomas Neill (1.45,60)             | 7.02,13 |       |
| 4      | 2    | Frankrijk           | Hadrien Salvan (1.46,73) Wissam-Amazigh Yebba (1.45,54) Enzo Tesic (1.46,70) Léon Marchand (1.44,89)       | 7.03,86 |       |
| 5      | 3    | Italië              | Marco De Tullio (1.47,43) Filippo Megli (1.44,94) Matteo Ciampi (1.46,03) Stefano Di Cola (1.45,55)        | 7.03,95 |       |
| 6      | 7    | Zuid-Korea          | Hwang Sun-woo (1.46,35) Kim Woo-min (1.44,84) Yang Jae-hoon (1.48,35) Lee Ho-joon (1:44.53)                | 7.04,07 |       |
| 7      | 1    | Duitsland           | Lukas Martens (1.44,79) Rafael Miroslaw (1.45,79) Josha Salchow (1.47,35) Timo Sorgius (1.48,21)           | 7.06,14 |       |
| 8      | 8    | Brazilië            | Murilo Sartori (1.46,70) Guilherme Costa (1.46,05) Fernando Scheffer (1.46,96) Luiz Altamir Melo (1.46,72) | 7.06,43 |       |